# Erepsia dunensis
Erepsia dunensis är en isörtsväxtart som först beskrevs av Otto Wilhelm Sonder, och fick sitt nu gällande namn av C. Klak. Erepsia dunensis ingår i släktet Erepsia och familjen isörtsväxter. Inga underarter finns listade i Catalogue of Life.

## Bildgalleri

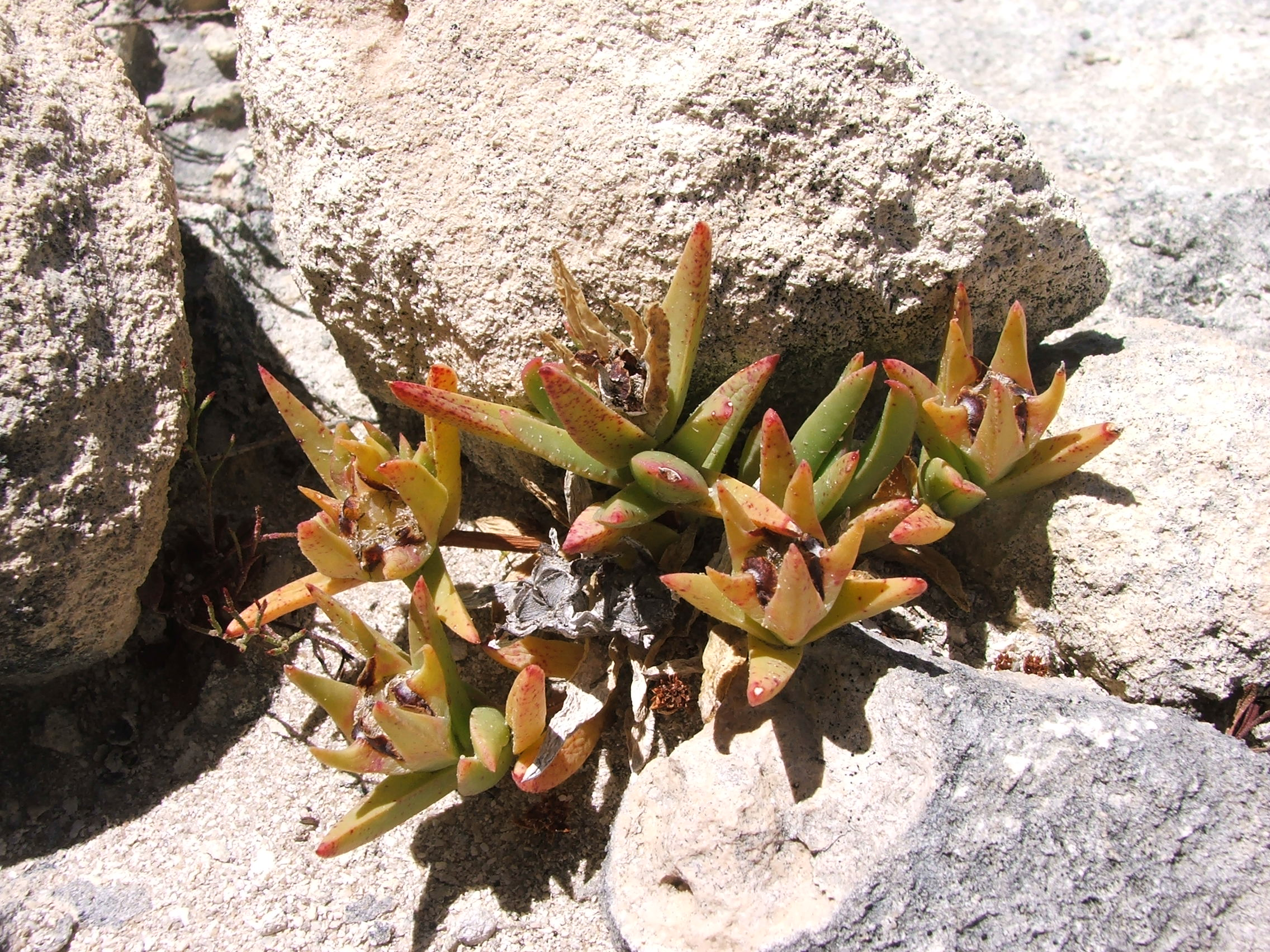